# 西野駅
西野駅（にしのえき）は、山梨県中巨摩郡白根町（現・南アルプス市）西野にあった山梨交通電車線の駅である。

## 概要
今諏訪駅から西に進んだ西野集落の中央部に位置していた。今諏訪駅に続いて相対式2面2線の駅で交換可能駅であったが、廃止直前には交換設備は使用停止となっていた。駅のすぐ近くには農協があった。

## 歴史
- 1930年（昭和5年）5月1日：開業。
- 1962年（昭和37年）7月1日：路線廃止により廃駅。

## 廃線後の状況
駅は専用軌道の跡地である「廃軌道」上、西野交差点の手前の農協の倉庫がある前にあった。この農協自体は上述の通り当時からあるもののため、比較的場所そのものは分かりやすい。
ただし「廃軌道」自体が完全に整備されて4車線の大通りになってしまったため、甲府市・甲斐市側と違って駅の部分だけがくぼんでいるなどの痕跡は一切残されていない。

## 隣の駅
山梨交通
電車線
今諏訪駅 - 西野駅 - 在家塚駅